# Sicsiacsuang–Vuhan nagysebességű vasútvonal
A Sicsiacsuang–Vuhan nagysebességű vasútvonal (egyszerűsített kínai írással: 石武客运专线; tradicionális kínai írással: 石武客運專線; pinjin: Shíwǔ Kèyùn Zhuān Xiàn) egy épülő 840 km hosszú, kétvágányú, 25 kV 50 Hz-cel villamosított nagysebességű vasútvonal Kínában Sicsiacsuang és Vuhan között. Az építkezés 2008 októberében kezdődött. A vonalat 2012. december 26-án adták át. Az építkezés teljes költsége 116,76 milliárd jüan.
A vasúti pálya építése 2010. november 29-én kezdődött. 2012 októberében adták át az 536 km hosszú Csengcsou–Vuhan szakaszt.
A vonalon a tervezett sebesség 350 km/h lesz. A vasút része a Peking–Kanton nagysebességű korridornak.